# Plaza Atarim
La plaza Atarim (en hebreo: כיכר אתרים) (También conocida como Plaza de Namir) es un complejo de edificios y una plaza pública diseñada por el arquitecto Yaacov Rechter. Refleja el estilo y es uno de los aspectos más destacados de brutalismo en Israel. El complejo de sitios inusuales se encuentra cerca de la playa de Tel Aviv sobre la calle Eliezer Peri y está conectada con un paseo, el Sderot Ben Gurion (bulevar Ben Gurion) y  la calle Hayarkon. Al oeste de la plaza se encuentra la piscina Gordon.
La estructura de usos múltiples se construyó en un número de diferentes niveles, que explota la diferencia de alturas entre el acantilado donde esta la playa. El nivel inferior incluye una estación de aparcamiento y de gas.